# Paraeuchaeta sutherlandii
Paraeuchaeta sutherlandii is een eenoogkreeftjessoort uit de familie van de Euchaetidae. De wetenschappelijke naam van de soort is voor het eerst geldig gepubliceerd in 1856 door Lubbock.